# Brittiska Honduras
Brittiska Honduras (engelska: British Honduras) var en brittisk koloni i Centralamerika åren 1862-1981, till 1964 brittisk kronkoloni. Före 1862 administrerades den från den brittiska Jamaicakolonin. 
Huvudorten var Belize City (först "Belize Town"), men det ändrades 1971 till Belmopan.

## Historia
Kusten upptäcktes av Christofer Columbus, men togs inte i besittning av spanjorerna, utan först 1638-40 av sjörövare och smugglare under skotten Peter Wallaces ledning. Då deras ättlingar längre fram hindrades i sin träexport av spanjorerna, fick de skydd av England, som i freden i Paris 1763 utverkade åt dem rätt att driva denna handel; därmed kom området direkt under Storbritanniens överhöghet. Gränsen mot Nya Spanien fastställdes 1786, och då britterna 1836 ville utvidga området, inlade Förenta staterna protest, vilket ledde till tvistigheter, som bilades först 1859. 1853 hade området förklarats för koloni, men lydde under Jamaica ända till 1884, då det blev en självständig koloni.
Området var länge omtvistat mellan Storbritannien och Guatemala. Den 1 juni 1973 började det äldre namnet "Belize" även att användas, och den 21 september 1981 blev området en självständig stat med namnet Belize och sedan den dagen har Storbritannien inga besittningar på Amerikas fastland.

## Näringsliv
Huvudnäringen var trävarurörelsen, som också lämnade den viktigaste exportvaran. Bland annat blåved, mahogny och cederträ. Vidare lämnade skogen export  av kautsjuk och tuggummi. Av frukter utfördes främst bananer och kokosnötter.